# Laqueadura
Laqueadura, laqueação ou ligadura de tubas uterinas consiste no método de esterilização feminina caracterizado pela remoção ou ligamento cirúrgico das tubas uterinas, que fazem o caminho dos ovários até ao útero.
Assim, as tubas uterinas impedem a passagem do ovócito e os espermatozoides não o encontram, não havendo fecundação, i.e., impossibilitando a formação do óvulo, ou seja, a própria gravidez da mulher. É um procedimento seguro que pode ser feito de várias maneiras, sendo necessária internação e anestesia geral ou regional. Existem cerca de dez técnicas para a laqueadura: pode-se colocar anéis de plástico, queimar e cortar as tubas uterinas, clipes de titânio, fazer com fio de sutura etc. Também existem alguns dos possíveis problemas que podem ocorrer durante o procedimento, como o médico dar um nó muito forte ou atingir as artérias; quando cortar as tubas pode prejudicar a circulação do ovário e suas funções. Segundo o ginecologista Malcolm Montgomery, isso pode, em casos extremos, causar menopausa precoce.
Após a operação, o risco de gravidez da mulher é de menos de 1%. O uso de métodos contracetivos torna-se obsoleto. Porém uma laqueadura não impede a mulher de contrair DSTs.

## Reversão
A decisão de realizar a cirurgia deve ser tomada com ponderação e cautela, visto que a mulher está sujeita a danos psicológicos, e chegam a se arrepender de tê-la feito. Segundo alguns dados, cerca de 60% das pacientes que querem fazer reversão é porque mudaram de parceiro, os outros motivos principais são a perda dos filhos ou mudança nas condições financeiras.
A laqueadura é reversível em aproximadamente 80% dos casos, atingindo quase 100% quando feita por anéis.

## No Brasil
No Brasil, a cirurgia está regulamentada pela Lei 9.263 (Lei Sobre Planejamento Familiar), de 1996 (art. 226 da Constituição Federal). Segundo a Lei, para ser submetida à laqueadura, a mulher precisa ter mais de 21 anos ou 2 filhos. Além disso, ela também precisa de uma reunião de planejamento familiar e entrevista com assistente social. A cirurgia também não pode ser feita logo após o parto ou a cesárea, a não ser que a mulher tenha algum problema grave de saúde ou tenha feito várias cesarianas.